# Inglês sul-africano
A língua inglesa sul-africana é uma variante da língua inglesa falada na África do Sul, e até certo grau nos países vizinhos com grande número de anglo-africanos, tais como a Namíbia e o Zimbabué.
O inglês sul-africano não tem uma pronúncia uniforme, devido à língua inglesa ser a língua materna de apenas 40% dos habitantes brancos (a maioria dos restantes falando africânder como língua-mãe) e de uma ínfima minoria dos habitantes negros da região. Uma característica é a presenca de empréstimos, principalmente do africâner, mas cada vez mais do zulu e de outras línguas africanas.
A par do inglês sul-africano falado por sul-africanos brancos, existe uma forma particular dos Asiáticos da África do Sul, e está em rápida evolução um inglês sul-africano distinto na comunidade negra. Ao mesmo tempo, regista-se uma lenta convergência entre estas formas.
A quarta edição do Dicionário de Inglês Sul-africano foi publicada em 1991.